# Miedźno (gromada)
Miedźno – dawna gromada, czyli najmniejsza jednostka podziału terytorialnego Polskiej Rzeczypospolitej Ludowej w latach 1954–1972.
Gromady, z gromadzkimi radami narodowymi (GRN) jako organami władzy najniższego stopnia na wsi, funkcjonowały od reformy reorganizującej administrację wiejską przeprowadzonej jesienią 1954 do momentu ich zniesienia z dniem 1 stycznia 1973, tym samym wypierając organizację gminną w latach 1954–1972.
Gromadę Miedźno z siedzibą GRN w Miedźnie utworzono – jako jedną z 8759 gromad na obszarze Polski – w powiecie kłobuckim w woj. stalinogrodzkim, na mocy uchwały nr 19/54 WRN w Stalinogrodzie z dnia 5 października 1954. W skład jednostki weszły obszary dotychczasowych gromad Izbiska, Kołaczkowice, Miedźno, Wapiennik i Władysławów ze zniesionej gminy Miedźno w tymże powiecie, a także oddziały leśne nr nr 10–12, 15, 25, 33, 63, 67, 68, 70, 71,73, 74–76, 78–80 i 88–91 z Nadleśnictwa Grodzisko. Dla gromady ustalono 27 członków gromadzkiej rady narodowej.
20 grudnia 1956 województwo stalinogrodzkie przemianowano (z powrotem) na katowickie.
31 grudnia 1961 do gromady Miedźno włączono obszar zniesionej gromady Mokra w tymże powiecie.
1 lipca 1966 gromady Miedźno włączono wieś Borowa z gromady Ostrowy nad Okszą w tymże powiecie.
Gromada przetrwała do końca 1972 roku, czyli do kolejnej reformy gminnej. 1 stycznia 1973 w powiecie kłobuckim reaktywowano gminę Miedźno.